# 빗살무늬토기 시대

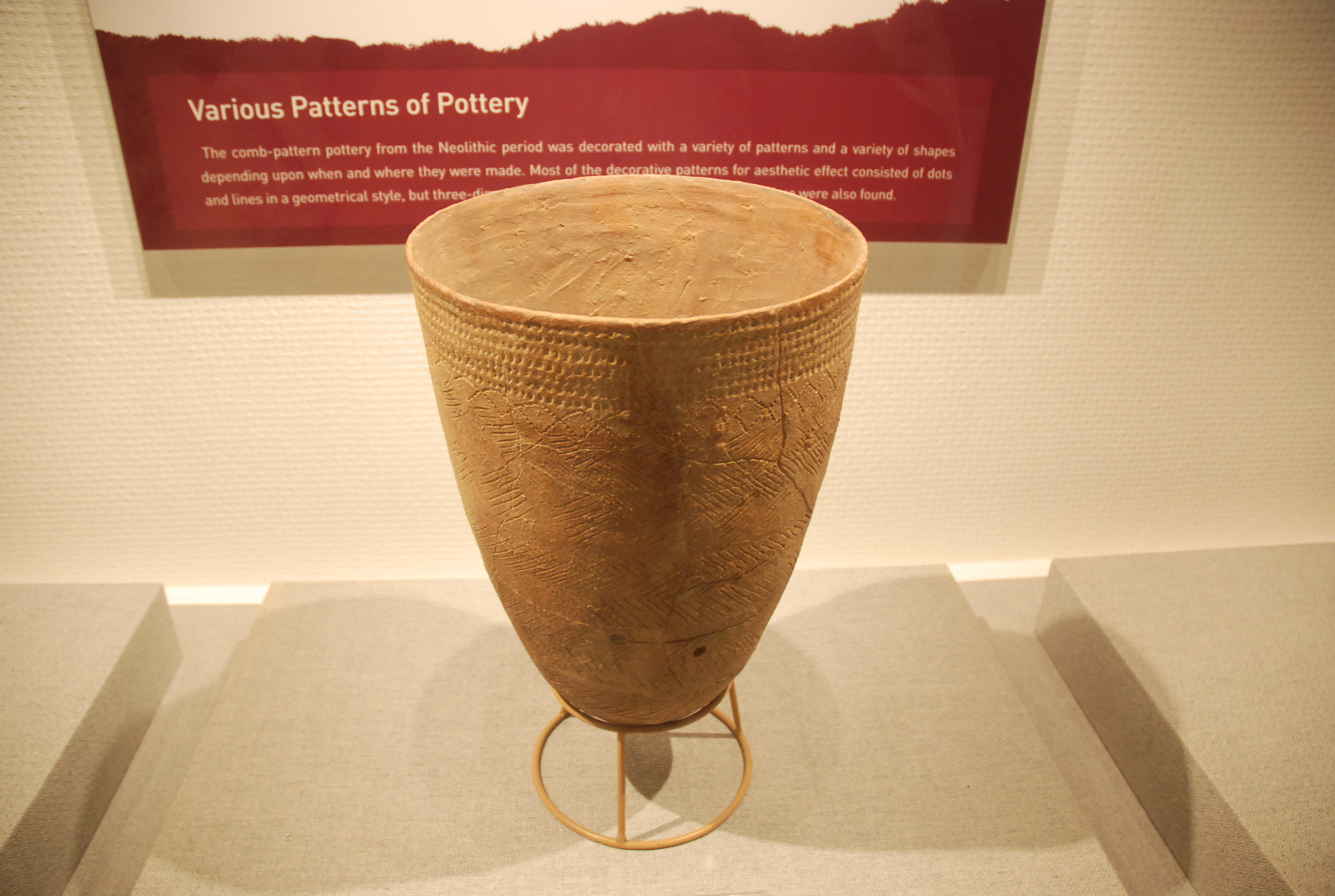
암사동 선사유적지 빗살무늬토기

빗살무늬토기 시대( ── 土器時代) 또는 즐문토기 시대(櫛文土器時代, Jeulmun pottery period)는 한반도의 고고학적인 시대 구분으로 기원전 8200년부터 기원전 1500년에 이른다. 이 빗살무늬토기는 신석기 시대를 대표하는 토기로, 전기에서 중기에 걸친 토기에 빗살과 같은 모양의 무늬가 발견되어 이것을 따서 이름이 붙여졌다.신석기시대를 대표하는 토기로 주로 곡식의 씨나 먹다남은 음식따위를 저장하는 용도로 쓰였다.

## 개요
토기가 만들어지기 시작했던 시대로, 한반도는 신석기 시대이며, 농업은 아직 소규모인 수렵과 채집이 중심이었던 시대이다.
토기의 겉면에 빗 같은 무늬새기개를 이용해 만든 기하학적인 무늬를 배합하여 각종 무늬를 그린 토기이다. 대체로 나무·뼈연장 또는 그것으로 만든 여러 가닥이 난 빗살모양의 무늬새기개를 가지고 그릇 바깥 면에 짤막한 줄이 배게 누르거나 그어서 새긴 것을 빗살무늬라고 부른다. 이러한 빗살무늬는 질그릇에 따라 여러 모습을 나타내는데, 한국에서 가장 특징적인 것은 선·점선으로 된 짧은 줄을 한쪽 방향으로 또는 서로 방향을 엇바꾸어가면서 그려서 그 모습이 생선뼈처럼 생긴 것이다.
그릇 모양은 밑창이 달걀처럼 생긴 것과 밑이 납작하여 깊은 바리처럼 생긴 것이 대표적인데, 그릇 종류에는 독 모양이 큰 것을 비롯하여 항아리·단지·대접·보시기 등에 이르기까지 여러 가지가 있다.
바탕흙에는 진흙에 모래만 섞은 것과 석면·활석부스러기 같은 것을 섞은 것이 있으며, 그릇 색깔은 여러 가지가 있지만 갈색이 기본을 이룬다. 대체로 섭씨 600~700℃의 열을 가하여 구운 것인데, 땅을 판 구덩이에서 별다른 특별한 시설 없이 장작불을 피워 구운 것으로 생각된다.
토기의 용도는 그 크기에 따라 각각 달랐을 것으로 추측하는데, 현재의 독과 같이 대형은 저장용, 중형은 취사용, 소형은 식기와 음식준비 과정에 각각 사용되었다고 생각된다. 이러한 빗살무늬그릇은 형태와 무늬가 지역에 따라 다양한 차이를 보인다.

## 역사
초기, 전기, 중기, 후기로 구분한다.

### 초기
초기는 기원전 8200년에서 기원전 6000년경까지 이른다. 초기의 토기로서는 남부에서 덧무늬토기(隆起紋土器, 융기문토기)가 발견되고 있다. 이것은 겉면에 진흙띠를 덧대어 붙이거나 겉면을 맞집어 돋게하여 무늬를 만든 것이다.
덧무늬토기는 남쪽으로는 제주도 고산리 유적, 부산 동삼동 유적(사적 266호, 영도구)과 영선동 유적, 울산 우봉리 유적, 거창 임불리 유적, 양산 신암리, 통영 상노대도 등과 남부 지역과 양양 오산리 유적, 춘천 내평리 등 북부지방까지 남해안을 중심으로 전국 각지에서도 발견되었다.
일본 쓰시마섬의 고시다카 유적(越高遺蹟)에서도 부산 동삼동의 것과 비슷한 형태의 기원전 5000년∼기원전 4500년의 것으로 보이는 덧무늬토기가 발견되었다.

### 전기
전기는 기원전 6000년부터 기원전 3500년경까지로 추측된다. 어로나 수렵을 하고, 움집에 반정주적인 생활을 했다. 후반기에는 대규모 패총을 볼 수 있다. 기원전 4000년경에 〈빗살무늬 토기〉가 출현한다. 이것은 유라시아 북부 일대(핀란드, 러시아, 시베리아, 만주 등)에 퍼진 넓은 의미의 《빗살무늬토기(Comb ceramic)》의 영향을 받은 것이라고 생각할 수 있다.
한편 조몬 시대 전기에 일본 열도의 규슈에서 난세이 제도까지 퍼진 《증전식 토기(曾畑式土器)》도 한반도의 빗살무늬토기의 영향을 강하게 받았다고 생각되고 있다.

### 중기
중기는 기원전 3500년부터 기원전 2000년경으로 여겨진다. 잡곡 등의 재배가 시작되었지만, 중심은 어로나 수렵에 있었다고 추측된다. 부산시 영도구 동삼동 유적(사적 제266호)은 이 시기의 조개더미 유적으로 1930년 초반 일본인들에 의한 소규모 발굴이 있었으며, 1962년~64년까지 미국인들에 의한 발굴이, 1969년~1971년은 서울대학교 박물관과 국립중앙박물관 등에서 발굴을 하였다.
이 시기에 빗살무늬 토기가 서해안의 내륙과 남해안에서 발견되었다.

### 후기
후기는 기원전 2000년부터 기원전 1500년경으로 추측된다. 내륙부의 거주가 증가하여 패총의 수가 줄어들고, 농업에 의존하는 생활이 진행되었다고 생각할 수 있다. 이것은 초기 민무늬 토기(기원전 1500년~기원전 1250년)의 등장과 다르지 않다. 이것은 소규모의 농경으로의 전환을 의미한다.
후기 빗살무늬 토기는 랴오닝의 샤자디안 하층문화와 거의 같은 시대에 이루어진 것이었다. 고고학자들은 울산의 반구대 암각화와 천전리 암각화가 이 시대의 것이라고 주장을 하지만 논란이 되고 있다.
수렵과 채집 생활을 하는 후기 빗살무늬 토기 시대의 사람들은 점차 남쪽으로 이주하여 농경으로 전환된 민무늬 토기의 사람들로 바뀌어 갔다.
진주시 대평면 상촌리 유적이나 합천댐 수몰지구에서 발견된 거창군 임불리 유적 등이 이 시기의 유적이 발견되었다.

## 사진

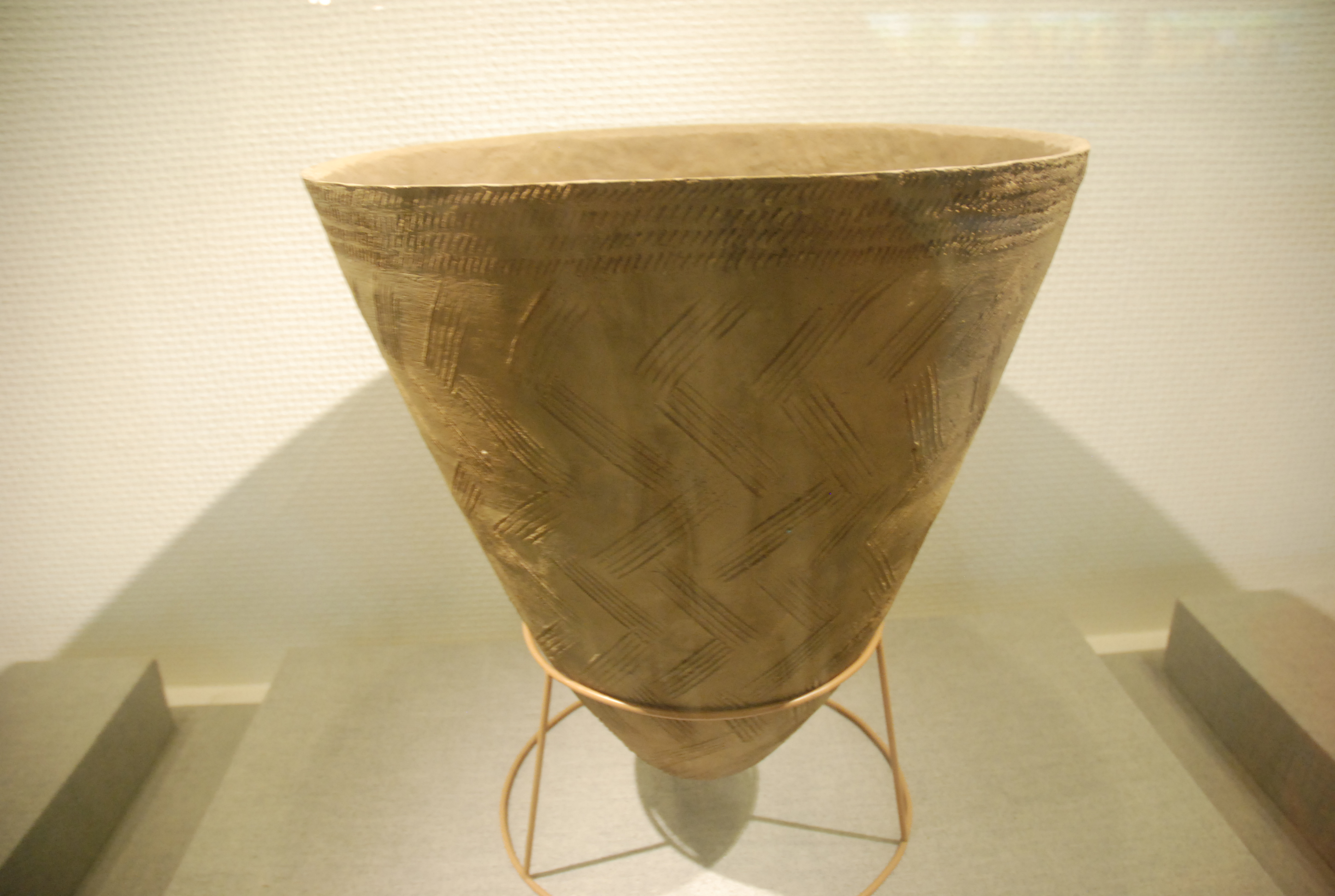
빗살무늬토기2
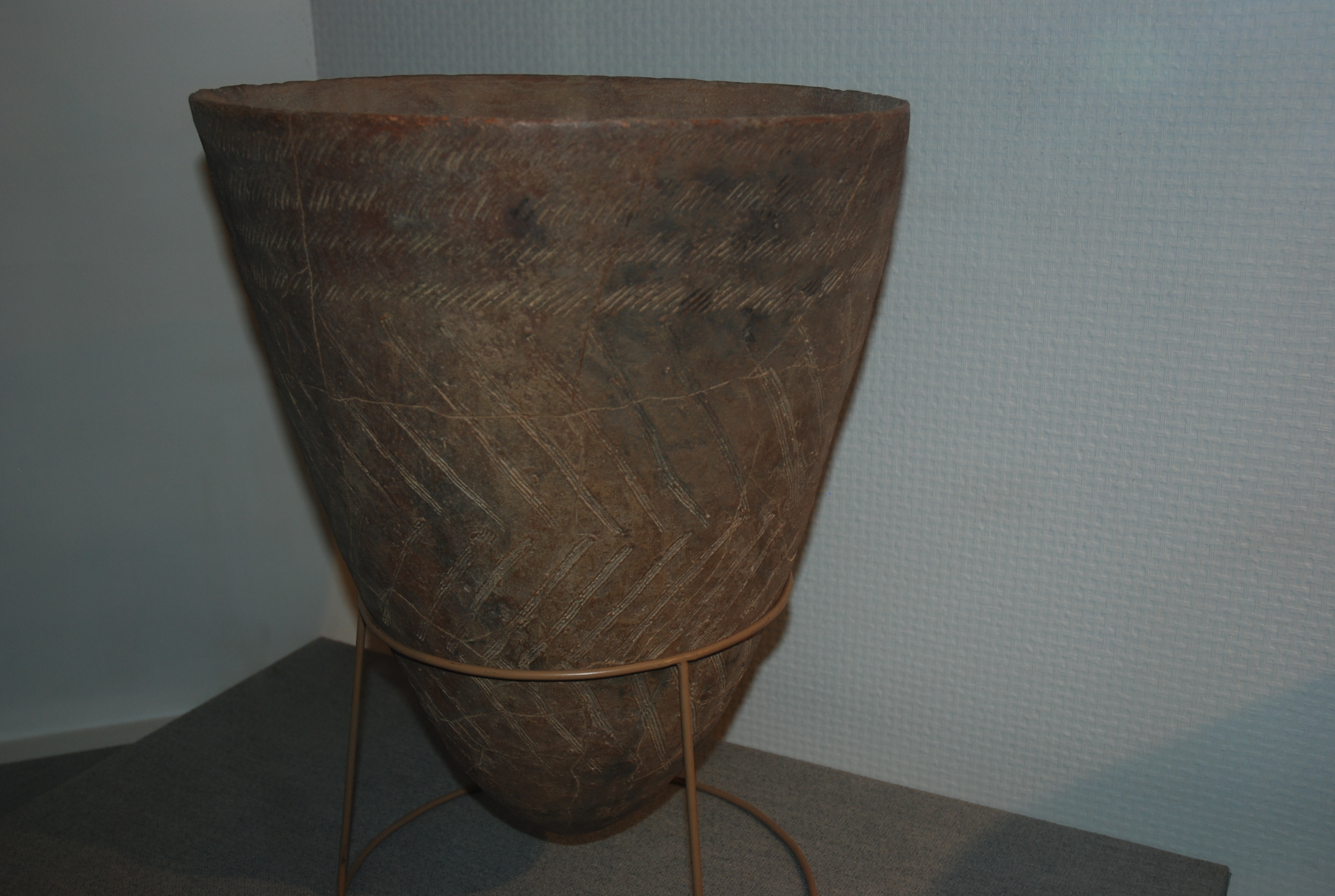
빗살무늬토기3
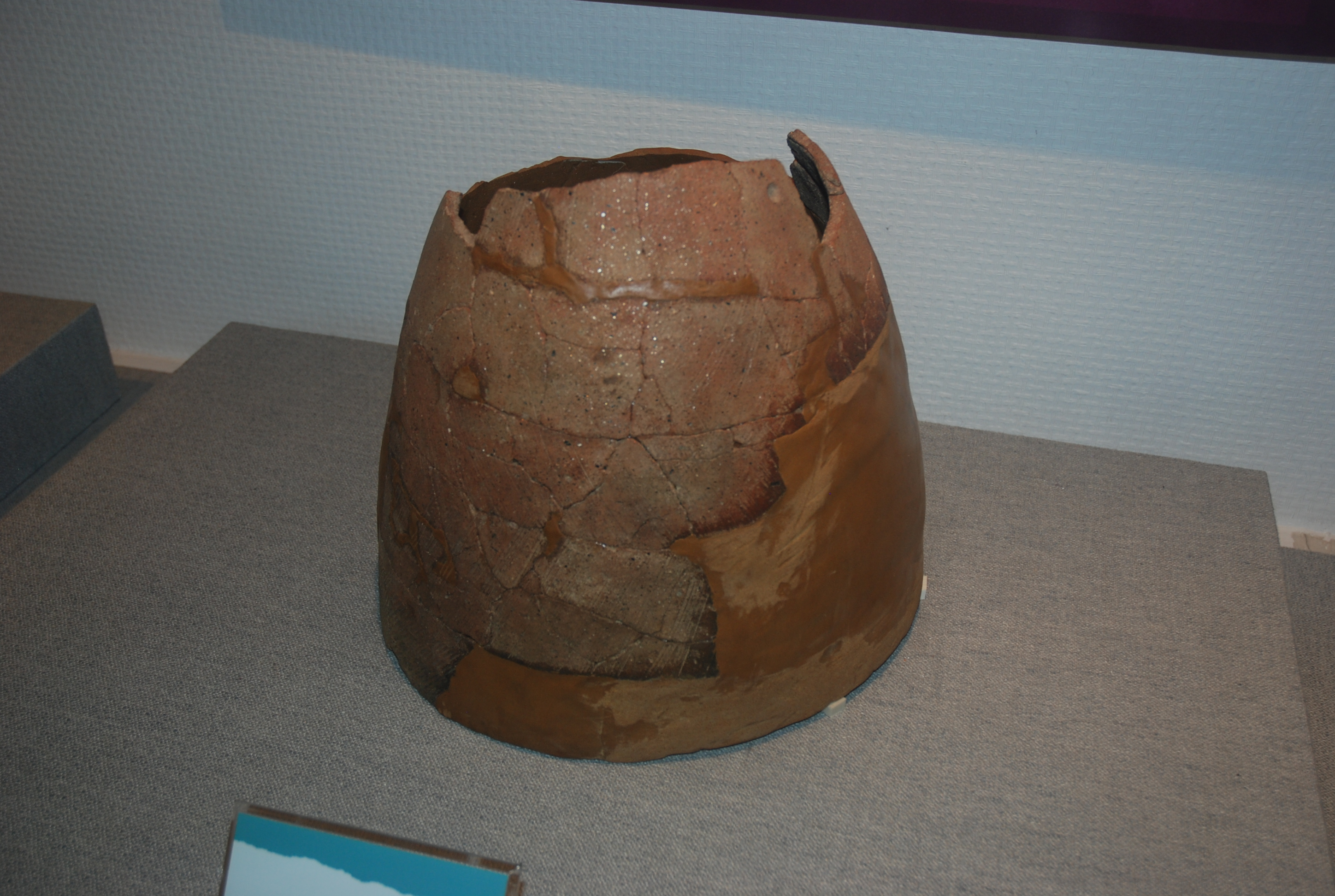
빗살무늬토기4
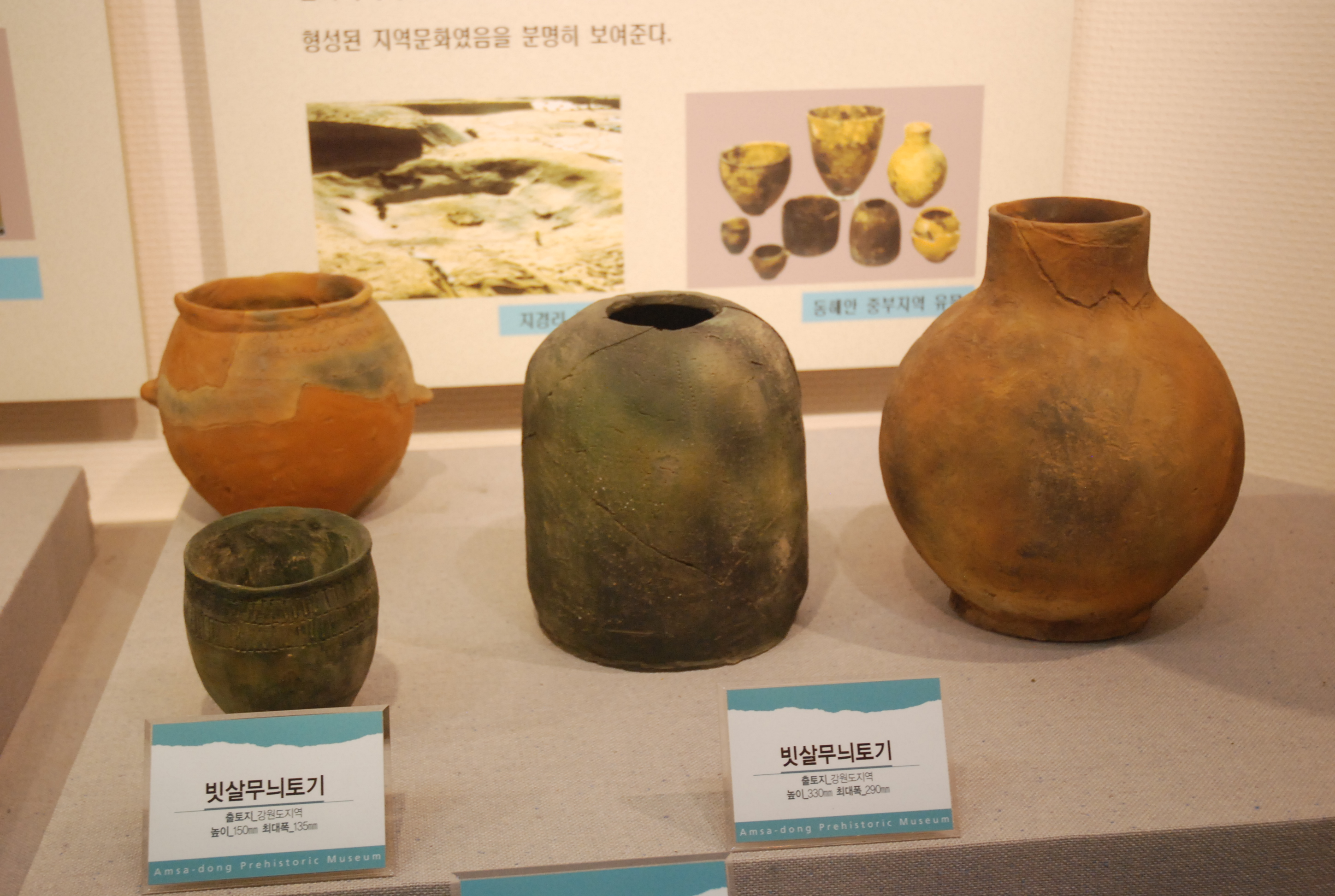
다양한 모습의 빗살무늬토기
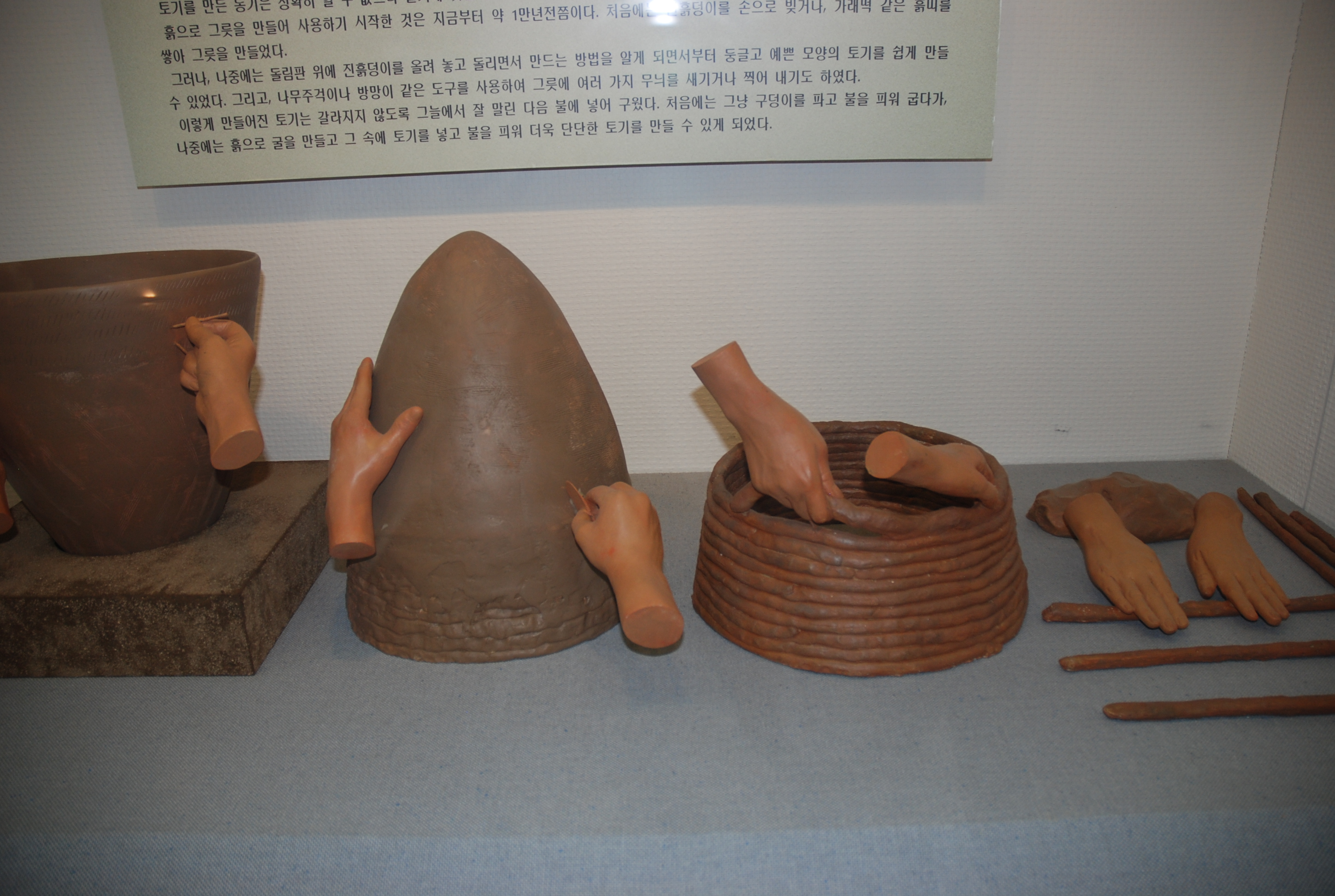
빗살무늬토기 만들기

## 같이 보기
- 한국의 선사 시대
  - 한국의 신석기 시대
- 민무늬토기 시대
- 신석기 시대
- 빗살무늬토기 문화 (유럽)
- 암사동 선사주거지
- 고고학적 시대분류 목록